# Siedliska (powiat Krasnostawski)
Siedliska is een plaats in de gemeente Fajsławice in het woiwodschap Lublin. De plaats ligt 18 kilometer ten westen van Krasnystaw en 33 kilometer ten zuidoosten van Lublin.
Siedliska heeft 520 inwoners.